# Rulers of Nations: Geo-Political Simulator 2
Rulers Of Nations. Geo-Political Simulator 2 (в России известна как «Правители наций. Геополитический симулятор 2») — компьютерная игра в жанре стратегии, разработанная Eversim для Windows. Является сиквелом игры «Выборы-2008. Геополитический симулятор». Издателем и локализатором игры в России является компания Бука. Игрок выступает в роли главы государства. В его обязанности входит решение экономических, социальных и военных проблем.

## Геймплей

### Общее
Игроку предстоит стать правителем одной из стран мира. Его задачей является — повышение ВВП, создание новых дипломатических союзов, увеличение и модернизация армии, формирование правительства страны, вести политику в отношении религии и работа с международными организациями. Все остальные государства в это время, также развиваются, ведут дипломатический переговоры и создают торговые соглашения. Любая большая реформа в стране может привести, либо к повышению популярности в народе, либо к началу всеобщих волнений. Каждое государство имеет свои особенности в роли президента, политики проводимой страной в дипломатии и во внутренней политике. Также в игре присутствуют различные катаклизмы.

### Режимы игры
В игре представлены 3 режима:
- «Свободная симуляция» — в этом режиме игры игрок может управлять любым государством в мире неопределённое время (если его не свергнут или если будет принят закон о пожизненном правлении).
- «Сценарий» и «миссии», когда игроку даётся какая-то определённая задача в той или иной отрасли. Такой задачей может стать проведение нужного закона, захват территории или противостояние терроризму. Среди сценариев, в том числе, операция НАТО в Афганистане, ядерная программа Ирана, организация безопасности Олимпиады-2012[3][4].
- «Противостояние», присутствует и в одиночной, и в многопользовательской игре. Игрок должен выбрать одну из 16 великих держав. Упор в этом режиме делается на военные операции. Существуют возможность в начале игры выбрать до трёх секретных заданий, выполняя которые можно получить дополнительные очки в состязании[5].

## Критика и отзывы
| Сводный рейтинг       | Сводный рейтинг |
| Агрегатор             | Оценка          |
| --------------------- | --------------- |
| Metacritic            | 63/100          |
| Русскоязычные издания |                 |
| Издание               | Оценка          |
| Absolute Games        | 65 %            |

Сайт-агрегатор Metacritic поставил игре оценку 63 балла из 100 на основании 4 рецензий.